# استفانو پونداکو
استفانو پونداکو (انگلیسی: Stefano Pondaco؛ زادهٔ ۴ مهٔ ۱۹۸۹) بازیکن فوتبال اهل ایتالیا است.
از باشگاه‌هایی که در آن بازی کرده‌است می‌توان به باشگاه فوتبال ویرتوس انتلا اشاره کرد.